# Верхний Коломенский пруд
Верхний Коломенский пруд — один из двух прудов по левому берегу Коломенского ручья в низовьях Голосова оврага, на территории музея-заповедника Коломенское, район Нагатинский затон, ЮАО, город Москва.
Прямоугольной формы. Длина 50, ширина 20 м. Площадь примерно 0,1 га.
Декоративная копань с забетонированным берегом. Окружён стриженым газоном с отдельными деревьями, в том числе шаровидными ивами. Населён рыбами и прудовыми лягушками. Вероятно, создан недавно (1980 гг.)

## Галерея

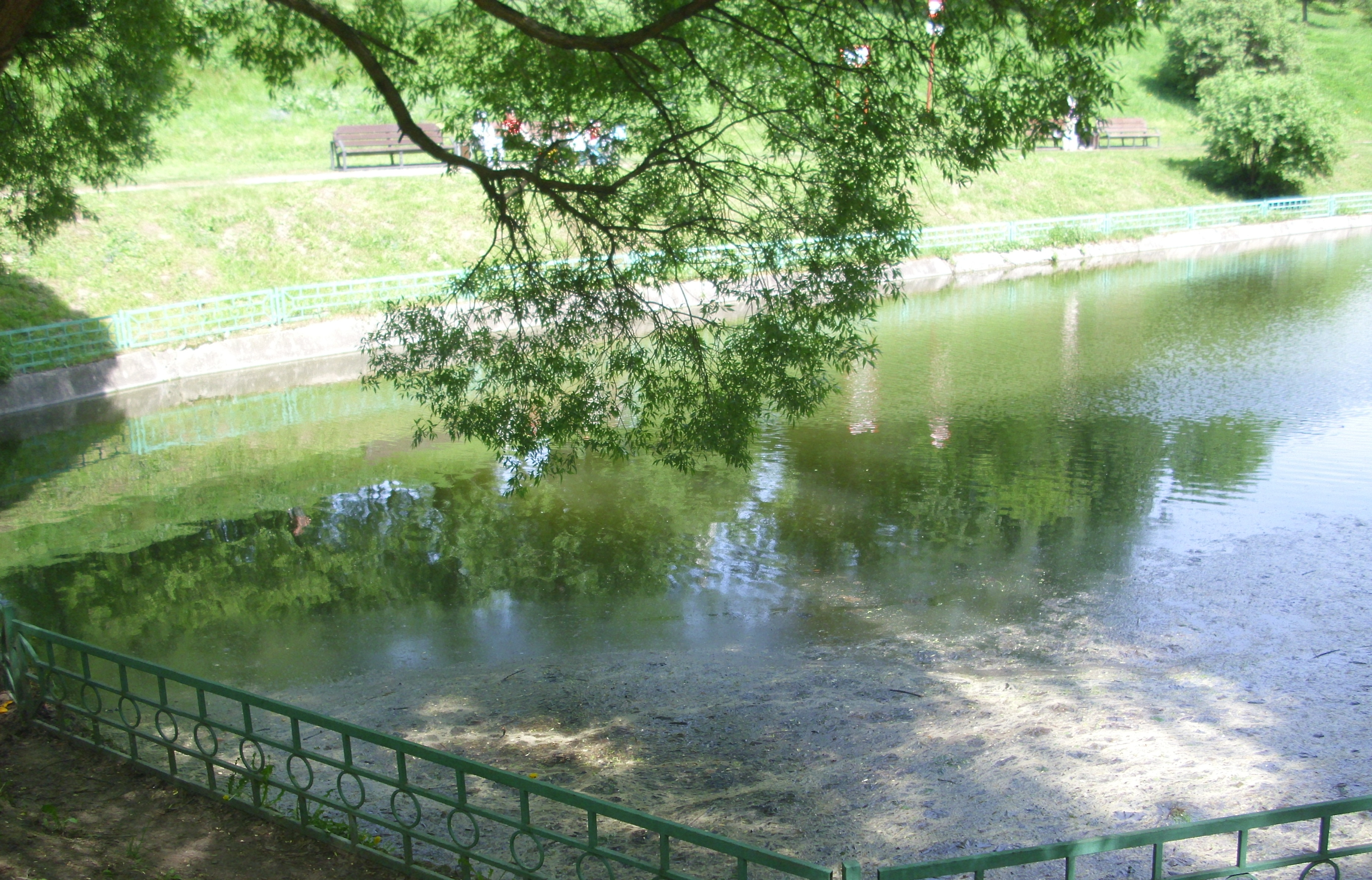
Южный берег
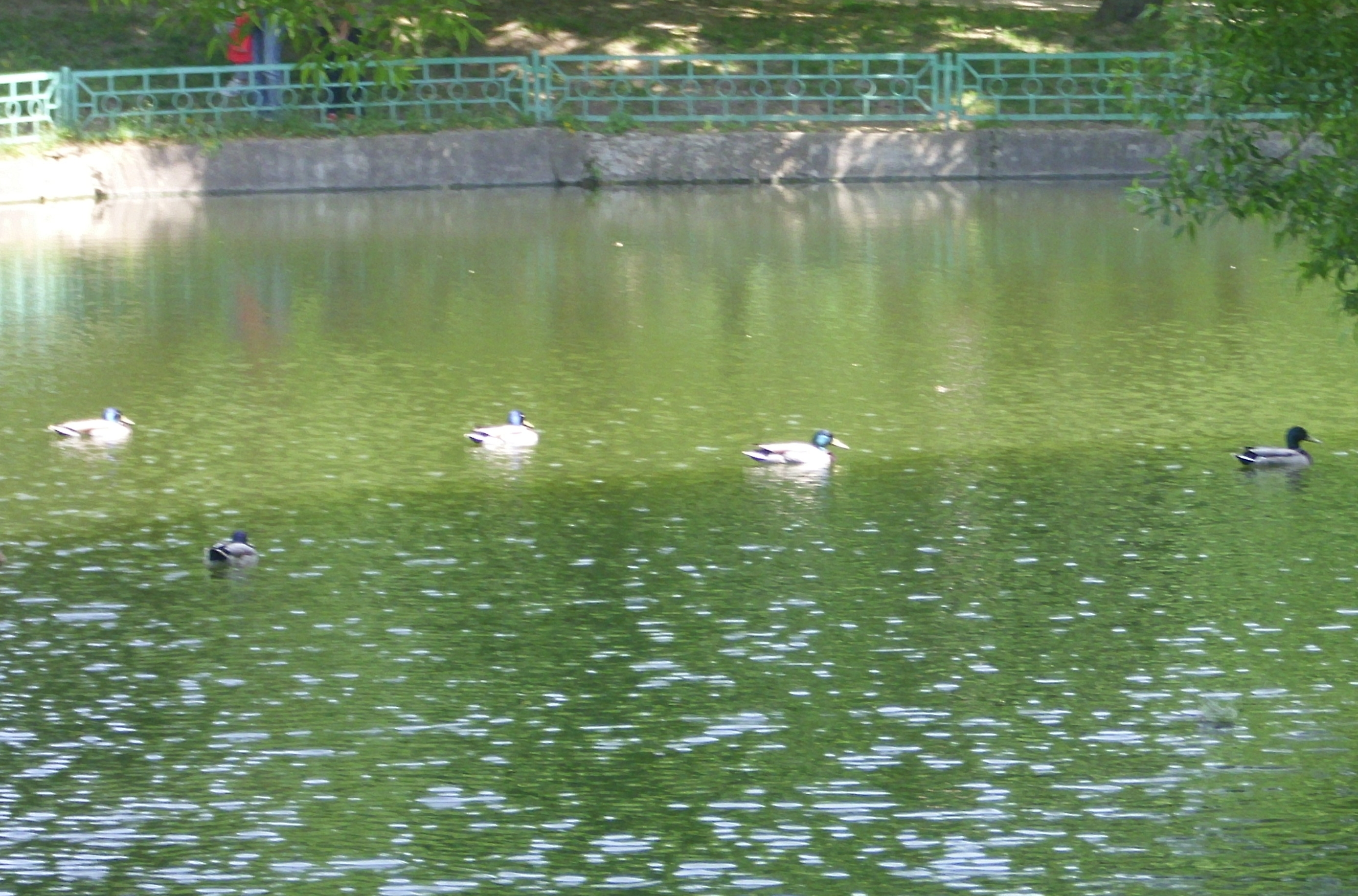
Кряквы
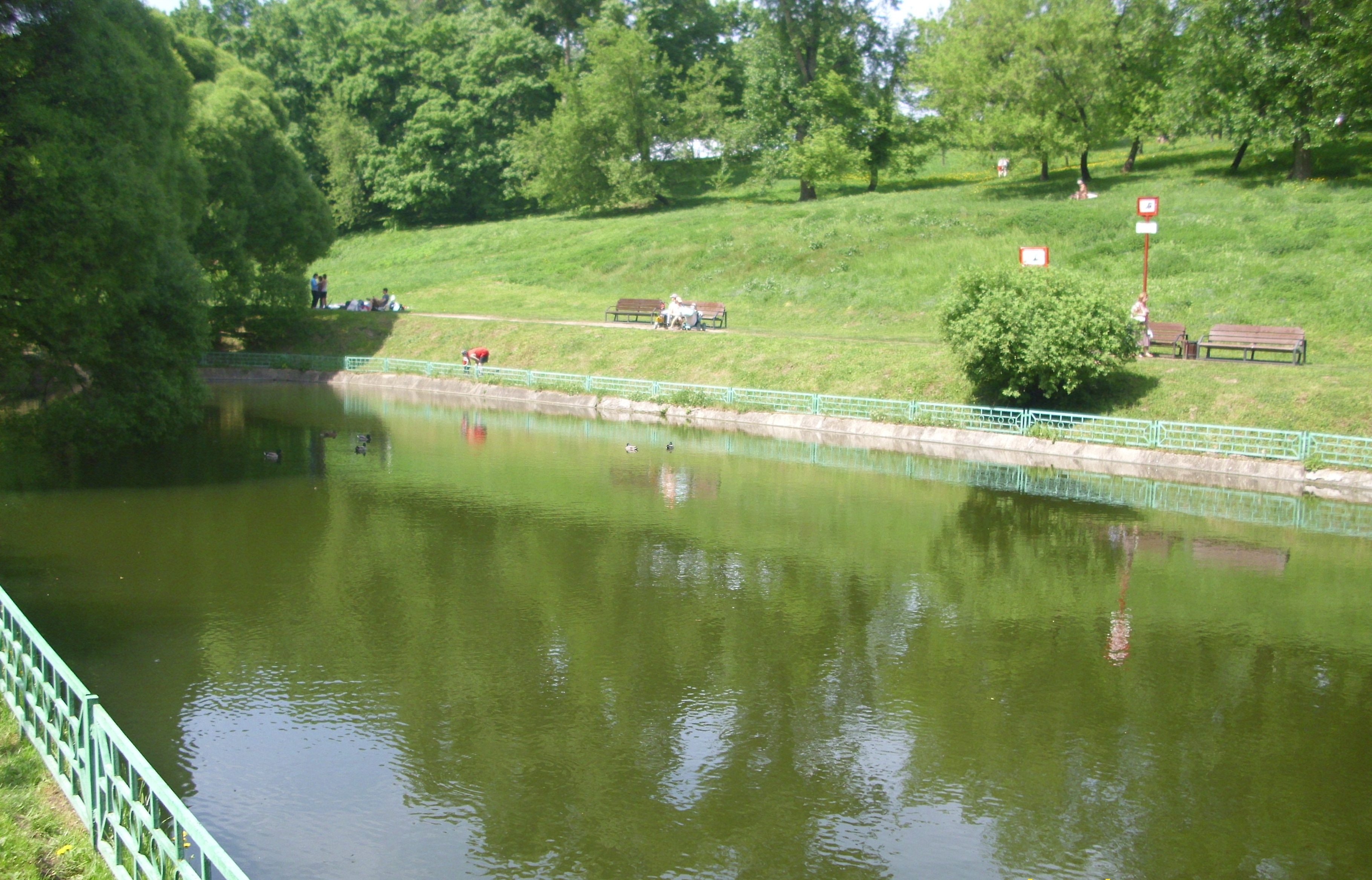
Вид с северо-восточного берега